# Seznam novozélandských panovníků

Státní znak Nového Zélandu

Dne 26. září 1907 bylo ustanoveno „nezávislé“ dominium Nový Zéland jako britské dominium. Jednalo se o autonomní polonezávislý stát, pod vládou britského krále, který je od té doby zároveň král(ovna) Nového Zélandu (King of New Zealand / Queen of New Zealand). V roce 1931 přijal britský parlament Westminsterský statut, podle něhož se Nový Zéland stal plně nezávislým královstvím se společným panovníkem s Velkou Británií. Nový Zéland přijal Westminsterský statut až 25. listopadu 1947 (Statute of Westminster Adoption Act 1947). Tzv. Constitution Act z roku 1986 definitivně odstranil zbylé ústavní vazby na Velkou Británií kromě společného panovníka (personální unie). 
Novozélandský panovník je na Novém Zélandu zastupován novozélandským generálním guvernérem.

## Králové Nového Zélandu
| Dynastie Sachsen-Coburg-Gotha (od roku 1917 = Windsorská dynastie) |              |                                    |           |                                             |                                                    |
| jméno                                                              | obrázek      | období vlády                       | život     | rodiče                                      | poznámky                                           |
| Eduard VII.                                                        | Eduard VII.  | 1907–1910                          | 1841–1910 | Albert Sasko-Kobursko-Gothajský Viktorie I. | 26. září 1907 bylo ustanoveno dominium Nový Zéland |
| Jiří V.                                                            | Jiří V.      | 1910–1936                          | 1865–1936 | Eduard VII. Alexandra Dánská                | od r. 1931 je Nový Zéland nezávislý stát           |
| Eduard VIII.                                                       | Eduard VIII. | 20. leden 1936 – 11. prosinec 1936 | 1894–1972 | Jiří V. Marie z Tecku                       |                                                    |
| Jiří VI.                                                           | Jiří VI.     | 1936–1952                          | 1895–1952 | Jiří V. Marie z Tecku                       |                                                    |
| Alžběta II.                                                        | Alžběta II.  | 1952–2022                          | *1926     | Jiří VI. Elizabeth Bowes-Lyon               |                                                    |
| Karel III.                                                         | Karel III.   | od 2022                            | *1948     | Philip Alžběta II.                          |                                                    |